# خیمی سانچز (زاده ۱۹۷۳)
خیمی سانچز (انگلیسی: Jaime Sánchez؛ زادهٔ ۲۰ مارس ۱۹۷۳) بازیکن فوتبال اهل اسپانیا است که در پست هافبک بازی می‌کرد.
از فیلم‌ها یا برنامه‌های تلویزیونی که وی در آن نقش داشته‌است می‌توان به مرد بعدی، تهاجم آمریکایی اشاره کرد.
از باشگاه‌هایی که در آن بازی کرده‌است می‌توان به باشگاه فوتبال رئال مادرید سی، باشگاه فوتبال راسینگ سانتاندر، باشگاه فوتبال رئال مادرید، باشگاه فوتبال آلباسته بالومپیه، باشگاه فوتبال رئال مادرید کاستیا، باشگاه فوتبال هانوفر ۹۶، باشگاه فوتبال دپورتیوو لاکرونیا، و باشگاه ورزشی تنریف اشاره کرد.